# Barton W. Stone
Barton Warren Stone (Port Tobacco Village, 24 december 1772 – Hannibal, 9 november 1844) was een Amerikaanse evangelist tijdens de Second Great Awakening in het begin van de 19e eeuw in de Verenigde Staten. Hij werd eerst tot presbyteriaanse predikant gewijd maar hij en vier andere predikanten van de Washington Presbytery namen ontslag na discussies over de doctrine en de handhaving van het beleid door de Kentucky Synode. Dit was in 1803, nadat Stone had geholpen de gigantische Cane Ridge Revival te leiden, een meerdaags christelijk evenement dat door bijna 20.000 personen werd bijgewoond.
Stone en de anderen richtten de Springfield Presbytery op die ze het jaar daarop ontbonden en volledig ontslag namen uit de Presbyteriaanse Kerk. Zij vormden wat zij de Christian Church noemden, gebaseerd op de Schrift in plaats van op een geloofsbelijdenis die de mening van de mens weergeeft. Later sloot hij zich aan bij Alexander Campbell, een voormalige presbyteriaanse predikant die ook een onafhankelijk pad aan het bewandelen was soms samen met baptisten, en de Restoration Movement vormde. De volgelingen van Stone werden eerst "New Lights" en "Stoneites" genoemd. Later brachten hij en Campbell de groepen bijeen die uitsluitend op de Schrift vertrouwden.

## Kerkelijke groeperingen na Stone
Verschillende kerkelijke groepen hebben historische wortels in de inspanningen van Stone. De drie belangrijkste groepen zijn:
- Churches of Christ
- Christian Church (Disciples of Christ)
- Christian churches and churches of Christ
- International Churches of Christ
- International Christian Church
- Churches of Christ in Australia
- Churches of Christ in Europe
- Evangelical Christian Church in Canada

## Kinder- en jeugdtijd
Stone werd op 24 december 1772 geboren als zoon van John en Mary Warren Stone nabij Port Tobacco, Maryland  Zijn familie behoorde tot de hogere middenklasse met relaties met de hogere klasse van planters in Maryland. De eerste protestantse gouverneur van Maryland, William Stone, was een voorouder; en een van de ondertekenaars van de Amerikaanse Onafhankelijkheidsverklaring, Thomas Stone, was zijn achterneef. 
Mary Stone was lid van de Kerk van Engeland en Barton was gedoopt door een priester genaamd Thomas Thornton. Nadat Bartons vader in 1775 stierf, verhuisde zijn moeder het gezin in 1779 naar Pittsylvania County, Virginia. Na de verhuizing naar de grens van Virginia tijdens de Amerikaanse onafhankelijkheidsoorlog sloot Mary zich aan bij de Methodisten. Barton was als jonge man zelf niet bijzonder religieus; hij vond de concurrerende claims van de Episcopalen, Baptisten en Methodisten verwarrend en was veel meer geïnteresseerd in politiek. 
Barton ging in 1790 naar het Caldwell Log College Greensboro, North Carolina .Terwijl hij daar was, hoorde Stone James McGready (een evangelische presbyteriaanse predikant) spreken. Een paar jaar later werd hij tot presbyteriaanse predikant gewijd. 

## Loopbaan
Toen Stone zich meer verdiepte in de geloofsovertuigingen van de presbyterianen, vooral de Westminster geloofsbelijdenis betwijfelde hij of sommige kerkelijke geloofsovertuigingen werkelijk op de Bijbel gebaseerd waren. Hij kon de calvinistische doctrines van totale verdorvenheid, onvoorwaardelijke verkiezing en voorbestemming niet aanvaarden. Hij geloofde ook dat 'de vermeende theologische verfijning van het calvinisme was gekocht ten koste van het aanwakkeren van verdeeldheid' en 'gaf het de schuld... van het voortbrengen van tien verschillende sekten alleen al binnen de presbyteriaanse traditie.' 
De enorme Cane Ridge Revival van 1801 was "opgezet als een traditionele presbyteriaanse 'sacramentele aangelegenheid'", vergelijkbaar met de gebeurtenis die hij eerder datzelfde jaar plaatsvond in Logan County, die later de Revival van 1800 werd genoemd. Net als zijn voorganger ging Cane Ridge twee tot drie dagen door met veel enthousiasme. Stone trok naar schatting 20.000 mensen en was een van de achttien presbyteriaanse predikanten, samen met een aantal baptisten- en methodistische predikers die de deelnemers bijwoonden. Traditionele elementen waren onder meer het "grote aantal predikanten, de actiepreek, de tafels, de tent, de opeenvolgende bediening van de communie, allemaal onderdeel van de evangelische presbyteriaanse traditie en he in Schotland bekende "communieseizoen".
In een meningsverschil met de synode van Kentucky over haar besluit om een predikant te censureren omdat wat zij zeiden een afwijking was van de leer volgens de Westminster geloofsbelijdenis, vormden Stone en vier andere predikanten in 1803 de Springfield Presbytery In 1804 waren bij de pastorie van Springfield 15 gemeenten aangesloten uit Ohio en Kentucky. De leiders van deze nieuwere kerk maakten zich zorgen over de groei ervan omdat ze geen nieuwe denominatie of "partij" wilden creëren. Uiteindelijk overtuigd dat hun nieuwere Springfield Presbytery sektarisch was, ontbonden de pastoors deze kerk op 28 juni 1804.
Om de ontbinding bekend te maken ondertekenden ze een document met de titel The Last Will and Testament of the Springfield Presbytery (Het testament van de Springfield Presbytery) Dit traktaat wilde dat "dit lichaam zou sterven, ontbonden zou worden en zou verzinken in eenheid met het Lichaam van Christus in het algemeen. Het drukte het verlangen uit naar een christelijke eenheid en identificeerde de Bijbel als de enige standaard voor het christelijk geloof en de christelijke praktijk. Naast het ondertekenen van het testament kwamen ze overeen om "geen andere naam dan christenen " aan te nemen, op basis van het feit dat het "de naam was die voor het eerst door goddelijk gezag aan de discipelen van Christus werd gegeven." Al snel namen ze de naam "Christelijk" aan om hun groep te identificeren. Zo werden overblijfselen uit de pastorie van Springfield uiteindelijk bekend als de Christian Church (de Christelijke Kerk) Er wordt geschat dat de christelijke kerk in 1830 ongeveer 12.000 leden telde. 
Elias Smith had in 1804 gehoord van de Stone-beweging en in 1808  van de O'Kelly- beweging. De drie groepen "verklaarden zichzelf tot één" in 1810.  De gecombineerde beweging telde destijds ongeveer 20.000 leden. Deze losse gemeenschap van kerken werd de "Christian Connection"  of "Christian Church"  (de Christelijke kerk) genoemd. 
In verhuisde Stone met zijn gezin naar Georgetown, Kentucky, waar hij was aangenomen als directeur van de Rittenhouse Academy in 1829 de naam Georgetown College kreeg. In 1834 verhuisden de Stones naar Jacksonville, Illinois, deels om slaven te kunnen bevrijden die zijn vrouw had geërfd. In Kentucky was dit niet mogelijk omdat zij onlosmakelijk verbonden waren aan de erfenis. Het testament van zijn schoonmoeder schonk de slaven voor altijd aan zijn vrouw en haar kinderen, op een manier die hen onder de controle van beheerders plaatste. Door naar een vrije staat te verhuizen stelde Stone hen in staat om te emanciperen. Stone was een voorstander van afschaffing van de slavernij en een actieve voorstander van de American Colonization Society, die het sturen van vrije zwarten naar een kolonie in Afrika promootte (dit was de basis van Liberia ). In 1833 was Stone gedesillusioneerd geraakt door het gebrek aan succes van de kolonisatie-inspanningen en steunde de onmiddellijke afschaffing van de slavernij  .
De "Christelijke" beweging die geassocieerd werd met Stone fuseerde met de "Disciples" beweging geleid door Alexander Campbell in 1832. Dit werd geformaliseerd in het High Street Meeting House in Lexington, Kentucky met een handdruk tussen Barton W. Stone en John Smith. De aanwezigen hadden Smith gekozen om namens de volgelingen van de Campbell te spreken.: Eind december 1831 werd een voorbereidende bijeenkomst van de twee groepen gehouden, die uitmondde in de fusie op 1 januari 1832. Campbell had sinds 1823 de Christian Baptist gepubliceerd en vanaf 1826  Stone de Christian Messenger. Door middel van deze publicaties waren ze begonnen hun volgelingen dichter bij elkaar te brengen en hen te verenigen onder Christus.
Toen de Christenen en Discipelen zich in 1832 verenigden, nam slechts een minderheid van de christenen uit de Smith/Jones en O'Kelly bewegingen deel.  Degenen die dat wel deden, waren afkomstig uit gemeenten aan de grens, ten westen van de Appalachen, die in contact waren gekomen met de Stone-beweging. De oostelijke leden hadden verschillende belangrijke verschillen met de Stone en Campbell groep: een nadruk op bekeringservaring, driemaandelijkse naleving van de communie, en antitrinitarisme.

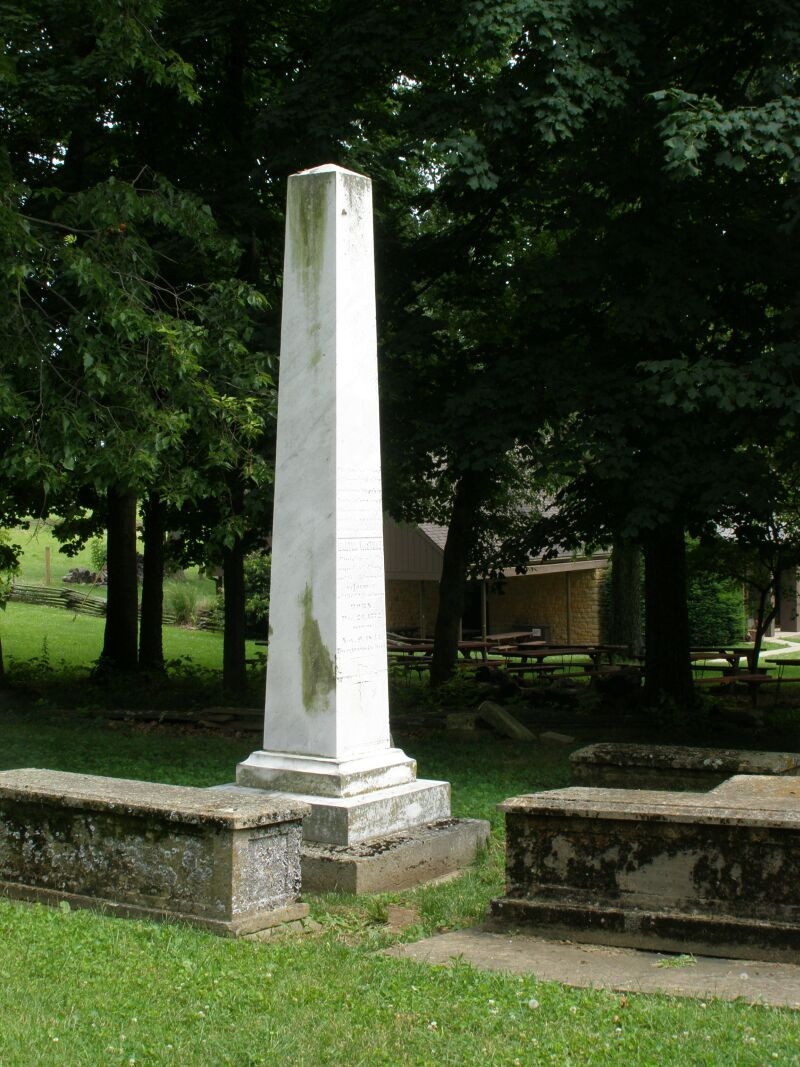
Graf en obelisk van Barton Stone in Cane Ridge, Kentucky

Stone stierf op 9 november 1844 in Hannibal, Missouri in het huis van zijn dochter. Zijn lichaam werd begraven op zijn boerderij in Morgan County, Illinois. Toen de boerderij werd verkocht, lieten nazaten zijn overblijfselen herbegraven in Antioch Christian Church ten oosten van Jacksonville. In 1847 werden zijn overblijfselen opnieuw verplaatst en bijgezet in Cane Ridge, Kentucky.
Op een marmeren obelisk daar staat het volgende opschrift:
De gemeente van Christus in Cane Ridge en andere gulle vrienden in Kentucky hebben ervoor gezorgd dat dit monument is opgericht als een eerbetoon van genegenheid en dankbaarheid aan Barton W. Stone, predikant van het evangelie van Christus en de voorname hervormer van de negentiende eeuw. Geboren op 24 december 1772 en gestorven op 9 november 1844. Zijn stoffelijk overschot ligt hier. Dit monument werd opgericht in 1847.

## Theologische controverse
Stone werd tot presbyteriaans pastoor gewijd, maar verwierp veel dingen uit de Westminster Geloofsbelijdenis. In het bijzonder had hij moeite met de traditionele visie op de Drie-eenheid . Hij ontkende unitariër, ariër of sociniaan te zijn, maar hij had wel een ondergeschikte kijk op Christus. Naast zijn problemen met de Drie-eenheid, had hij ook moeite met de heersende opvatting van de christelijke verzoening . Hij geloofde niet dat Jezus in de plaats van de mens stierf als plaatsvervangend offer; zijn opvattingen zijn meer in lijn met de morele invloedstheorie van Charles Finney . 
Stone schetste zijn opvattingen over de Drie-eenheid in een publicatie genaamd An Address to the Christian Churches in Kentucky, Tennessee & Ohio on Several Important Doctrines of Religion (Een rede aan de Christelijke Kerken in Kentucky, Tennessee & Ohio over verschillende belangrijke beginselen van Godsdienst)
De doctrine van de Drie-eenheid is lang een onderwerp geweest van eindeloze controverses onder theologen. Ik heb gedacht dat de strijd een woordenstrijd was, terwijl de strijders hetzelfde geloofden; aangezien ze allemaal de goddelijke eenheid handhaven. Over deze doctrine worden veel dingen gezegd die duister, onbegrijpelijk, onschriftuurlijk en te mysterieus voor begrip zijn. Veel van deze uitdrukkingen hebben we verworpen; en om deze reden worden we beschuldigd van het ontkennen van de leer zelf. Ik zal de doctrine uiteenzetten, zoals die over het algemeen wordt verklaard en verdedigd door onze broeders, die tegen ons zijn, en mijn redenen geven waarom ik die niet kan aannemen.
Er wordt algemeen beweerd dat er drie personen in één God zijn, van één stof, macht en eeuwigheid. Voor mij is het duidelijk dat degenen die deze stelling vasthouden, niet kunnen geloven dat deze drie personen drie verschillende geesten, substanties of Goden zijn, elk bezeten van de persoonlijke eigenschappen van intelligentie, wil en macht; want dit zou niet alleen in tegenspraak zijn met de Schriften, maar ook met de zojuist geciteerde gedeelten van hun geloofsbelijdenissen, die verklaren dat er maar één levende en ware God is, zonder delen. Zij moeten de term personen in God niet opvatten in de eigenlijke en gewone betekenis van het woord persoon, maar in zo'n gekwalificeerde betekenis dat de notie van drie afzonderlijke geesten of wezens wordt uitgesloten. Wat deze gekwalificeerde betekenis zou moeten zijn, heeft de godgeleerden lang verbaasd; en in geen enkele stelling zijn ze meer verdeeld. De oorzaak van deze verwarring is duidelijk, omdat er geen voorstelling van te vinden is in de openbaring, noch in de rede. Openbaring verklaart nergens dat er drie personen van dezelfde substantie zijn in de enige God; en het wordt universeel erkend dat het boven de rede staat.- De verbeelding is aan het drijven gezet, neemt verschillende wegen in verschillende mensen, en dwaalt door de onbekende velden van eeuwigheid, oneindigheid en onbegrijpelijkheid. Hun inspanningen zijn groot geweest; maar na al hun enorme omzwervingen zijn ze geëindigd in mysterie. ...
De doctrine, dat er drie personen in één God zijn, is voornamelijk gebaseerd op I Johannes 5, 7. "Er zijn drie personen die getuigenis afleggen in de hemel. "Er zijn er drie die in de hemel getuigenis afleggen, de Vader, het Woord en de Heilige Geest, en deze drie zijn één." Uit de context blijkt duidelijk dat het getuigende feit is dat Jezus de zoon van God is. De Vader getuigde hiervan toen Hij uit de hemel sprak: "Dit is mijn geliefde Zoon, hoort Hem." Het Woord of de Zoon getuigde hiervan door de vele wonderen die Hij verrichtte toen Hij vleesgeworden was. Ook de Heilige Geest getuigde hiervan door de vele wonderen die de apostelen deden. Deze drie zijn één. Ze zijn één, of komen overeen in hun getuigenis; zoals, in het volgende vers, de drie getuigen op aarde één zijn. Zeggen dat deze drie één God zijn, zou in tegenspraak zijn met het origineel; want het woord hen, vertaald als één, is van het onzijdige geslacht en kan niet overeenkomen met het woord God. ... Omdat alle gelovigen niet één zijn, noch één wezen; en omdat zij allen één zijn, zoals de Vader en de Zoon één zijn, moeten we concluderen dat de Vader en de Zoon niet één zijn, noch één wezen. Dit blijkt verder uit Johannes 10, 30: "Ik en mijn Vader zijn één", zegt Jezus. Toch zegt Hij in hetzelfde Evangelie: "Mijn Vader is groter dan Ik." Johannes 14:28. Als ze één substantie waren, of één wezen, zou er geen vergelijking mogelijk zijn; want één kan niet groter of minder zijn dan zichzelf. Het is een feit dat alle gelovigen één zijn in geest, bedoelingen en verstand - en dit is de eenheid waarvan onze Heer bad dat ze die mochten hebben - dit was de eenheid van Paulus en Apollos - dit lijkt mij de eenheid van de Vader en de Zoon te zijn.
.Dat de Schriften spreken over de Vader, Zoon en Heilige Geest, wordt geloofd en toegegeven door christenen van elke naam; en dat deze drie in zekere zin één zijn, zal, denk ik, niemand ontkennen. Mijn kijk op deze eenheid heb ik een paar pagina's terug verwoord. Als ze in een andere betekenis één zijn, zal ik verheugd zijn dat te weten.

## Charles Chilton Moore
Stone's kleinzoon, Charles Chilton Moore, werd aanvankelijk predikant in de traditie van zijn vader en grootvader, maar werd later een van Amerika's beroemdste atheïsten en richtte de Blue Grass Blade op, een krant die hij gebruikte om het atheïsme te promoten en religie te bekritiseren. 

## Erfenis en eerbetoon
- 1847 - Ter ere van Stone werd een monument opgericht op zijn graf in Cane Ridge, Kentucky
- Barton College (voorheen Atlantic Christian College) in Wilson, North Carolina werd naar hem vernoemd.